# Didymocarpus cinereus
Didymocarpus cinereus là một loài thực vật có hoa trong họ Tai voi. Loài này được D.Don mô tả khoa học đầu tiên năm 1825.